# Aquichopo
Aquichopo (del idioma mayo ákit chóppoy: "Pitahaya en la loma") es una ranchería del municipio de Etchojoa ubicada en el sur del estado mexicano de Sonora en la zona del Valle del Mayo. Según los datos del Censo de Población y Vivienda realizado en 2020 por el Instituto Nacional de Estadística y Geografía (INEGI), Aquichopo tiene un total de 737 habitantes.

## Geografía
Aquichopo se sitúa en las coordenadas geográficas 27°4′38″ de latitud norte y 109°33'38" de longitud oeste del meridiano de Greenwich, a una elevación de 33 metros sobre el nivel del mar.